# Wälder bei Büren
Das Naturschutzgebiet Wälder bei Büren liegt auf dem Gebiet der Städte Bad Wünnenberg und Büren im Kreis Paderborn in Nordrhein-Westfalen.
Das Gebiet erstreckt sich nordöstlich der Kernstadt Büren und nordwestlich der Kernstadt Bad Wünnenberg. Durch das Gebiet hindurch verlaufen in Ost-West-Richtung die A 44 (nördlich) und die Landesstraße L 754 (südlich), in Nord-Süd-Richtung verläuft die L 818.
Im Naturschutzgebiet Wälder bei Büren liegen alle Waldflächen des Landes- und Bundeswaldflächen des FFH-Gebietes Wälder bei Büren(DE-4417302), während die privaten Waldflächen und Flächen der Stadt Büren im Landschaftsschutzgebiet FFH-Gebiet Wälder bei Büren mit 2804,54 ha Flächengröße liegen. Das NSG gehört seit 2023 teilweise zum Vogelschutzgebiet Diemel- und Hoppecketal mit angrenzenden Wäldern.

## Bedeutung
Das etwa 1060 ha große Gebiet, das aus acht Teilflächen besteht, wurde im Jahr 2004 unter der Schlüsselnummer PB-066 unter Naturschutz gestellt.